# Khu bảo tồn thiên nhiên Pù Luông

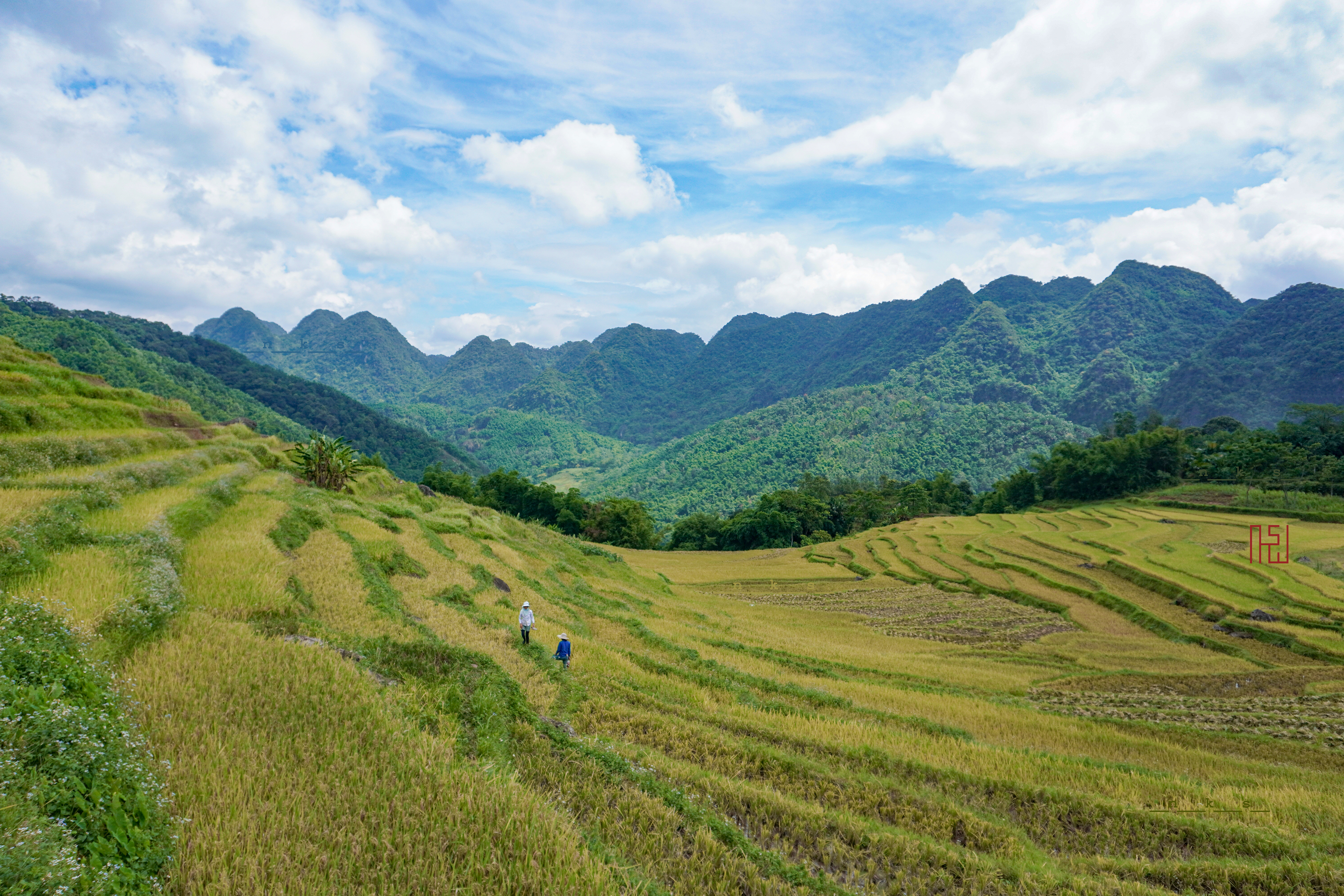
Ruộng bậc thang tại làng Bản Đôn - nằm trong khu bảo tồn thiên nhiên Pù Luông

Khu bảo tồn thiên nhiên Pù Luông thuộc địa phận các huyện Bá Thước và Quan Hóa, nằm ở phía tây bắc tỉnh Thanh Hóa, Việt Nam, cách thành phố Thanh Hóa 130 km và cách Thị Trấn Cành Nàng khoảng chừng 20 km về phía tây bắc, cách Hà Nội khoảng 178 km về phía Tây Nam.

## Tên gọi
Pù Luông bắt nguồn từ tiếng của đồng bào dân tộc Thái trong vùng, có nghĩa là "núi lớn".

## Vị trí và đặc điểm

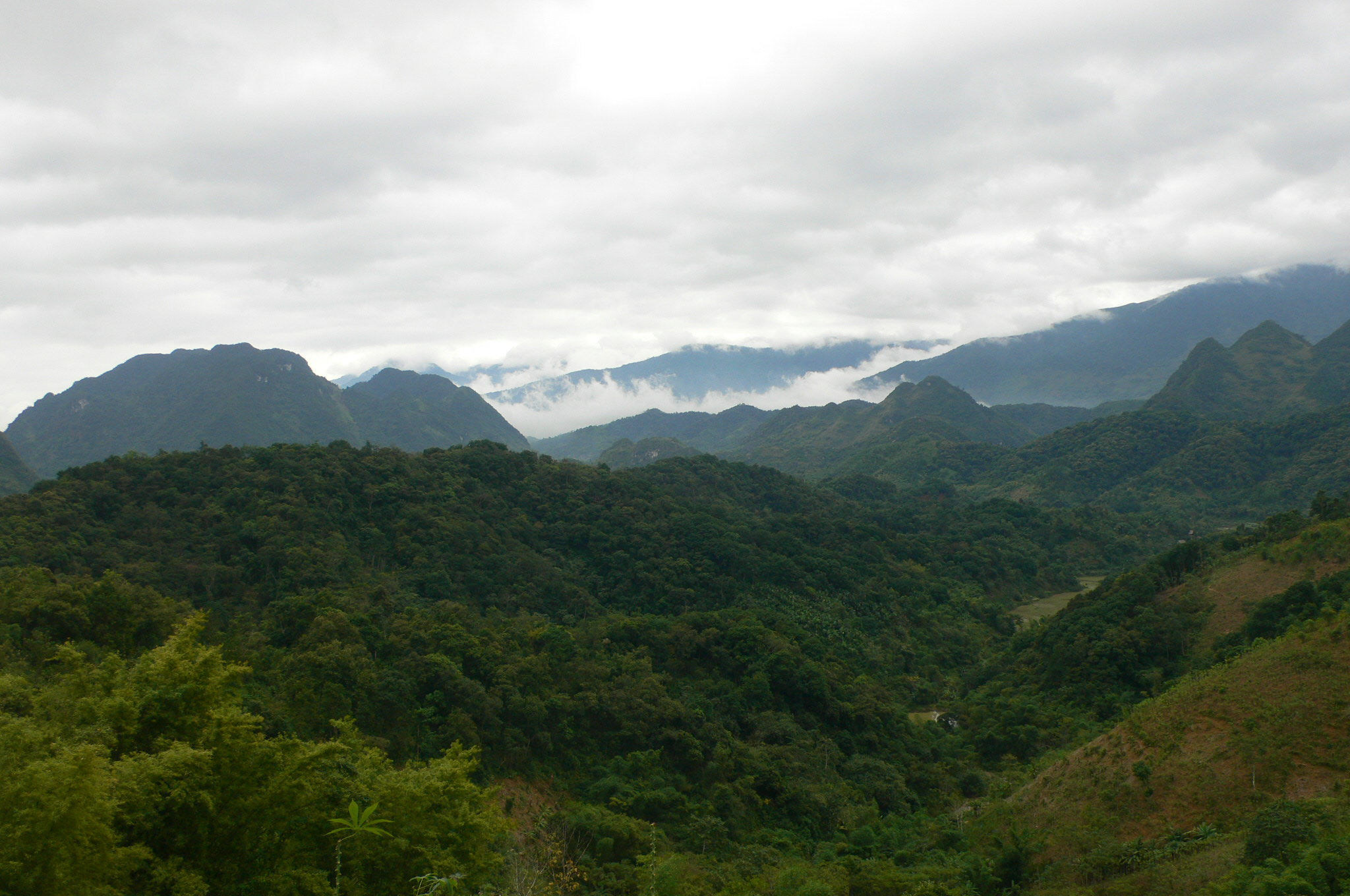
Vùng lõi khu bảo tồn Pu Luông.

Khu bảo tồn thiên nhiên Pù Luông được thành lập năm 1999, với diện tích 17.662 ha, gồm 13.320 ha phân khu bảo vệ nghiêm ngặt và 4.343 ha phân khu phục hồi sinh thái. Pù Luông được đánh giá là khu bảo tồn thiên nhiên có giá trị về khoa học, kinh tế xã hội và du lịch sinh thái. Cùng với Pù Hu, rừng ở khu vực Pù Luông đóng vai trò quan trọng trong việc phòng hộ đầu nguồn sông Mã ở tỉnh Thanh Hóa.
Khu bảo tồn thiên nhiên Pù Luông cách vườn quốc gia Cúc Phương 25 km, được nối liền với phần đuôi của vườn quốc gia Cúc Phương bằng hai dãy núi đá vôi chạy song song. Ở giữa là những thung lũng lúa. Phía bắc và đông bắc của khu bảo tồn Pù Luông giáp các huyện Mai Châu, Tân Lạc và Lạc Sơn của tỉnh Hòa Bình. Kéo dài từ phía tây xuống phía nam của khu bảo tồn là dòng sông Mã, từ điểm giáp giới của huyện Quan Hóa với huyện Mai Châu (tỉnh Hòa Bình) qua khu vực thị trấn Hồi Xuân (Quan Hóa) xuống gần thị trấn Cành Nàng (Bá Thước).

## Hệ động thực vật

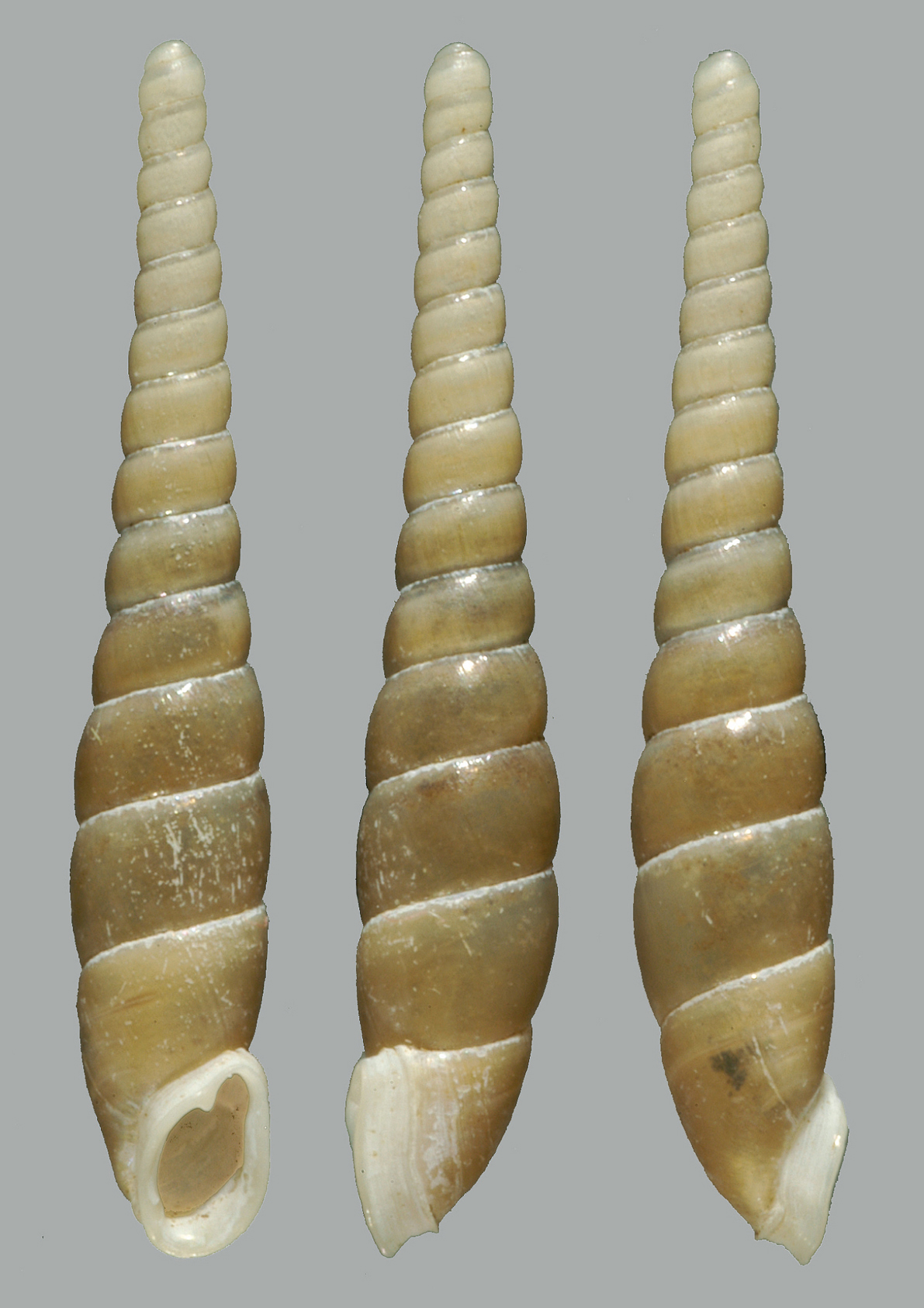
Vỏ của loài ốc Leptacme cuongi được phái hiện năm 2007 tại Khu bảo tồn thiên nhiên Pù Luông

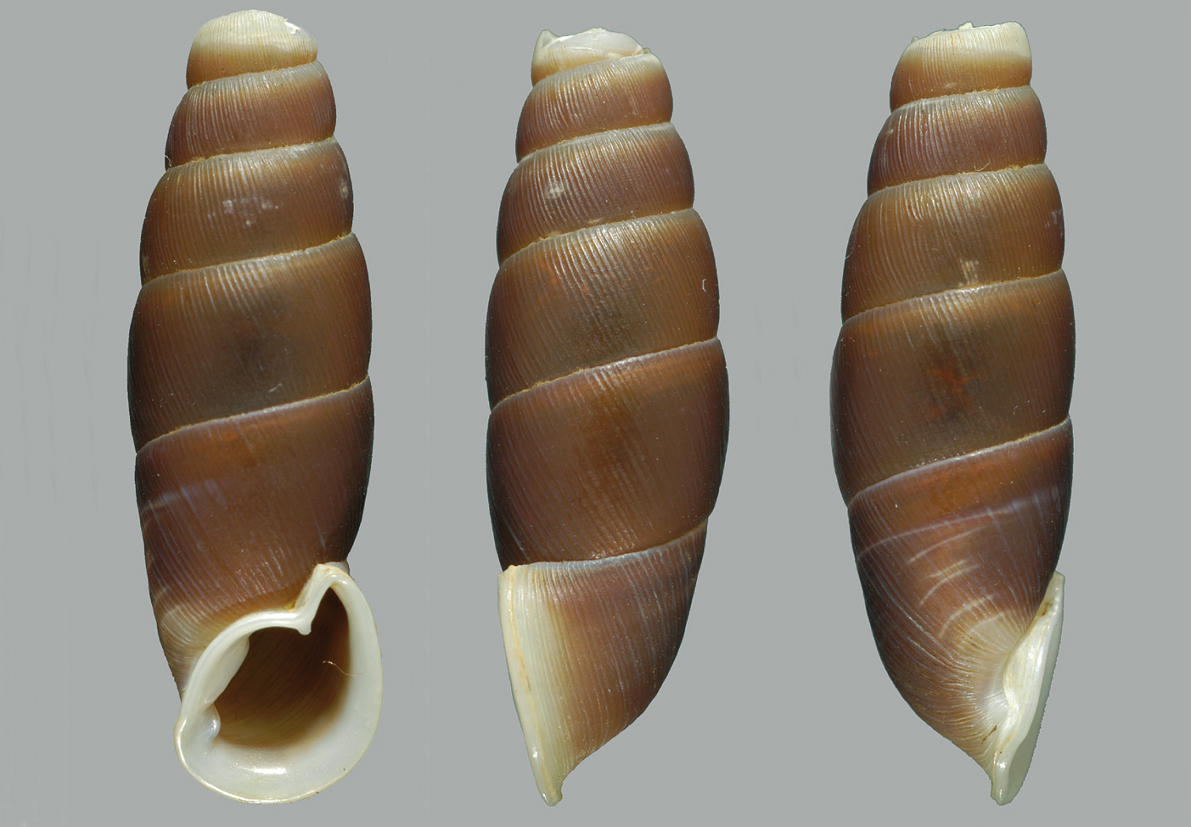
Vỏ của loài ốc Oospira duci được phát hiện năm 2007 tại Khu bảo tồn thiên nhiên Pù Luông

Rừng nguyên sinh tại khu bảo tồn thiên nhiên Pù Luông là loại rừng kín nhiệt đới thường xanh theo mùa. Năm loại kiểu phụ rừng chính tồn tại do kết quả của sự đa dạng độ cao và các tầng chất nền: rừng lá rộng đất thấp trên núi đá vôi (60–700 m); rừng lá rộng đất thấp trên các phiến thạch, sa thạch và đất sét (60-1.000 m); rừng lá rộng chân núi đá vôi (700–950 m); rừng lá kim chân núi đá vôi (700–850 m) và rừng lá rộng chân núi Bazan (1.000-1.650 m). Khu bảo tồn cũng tồn tại các thảm rừng thứ sinh như rừng tre nứa, cây bụi và đất nông nghiệp.
Nằm cách không xa Vườn Quốc gia Cúc Phương, Pù Luông có sự tương đồng cao về khu hệ động thực vật so với Cúc Phương.
Khu bảo tồn có hệ động thực vật phong phú, đa dạng về số lượng và chủng loại với 598 loài động vật thuộc 130 họ động vật có xương sống, trong đó có 51 loài quý hiếm (gồm 26 loài thú, 5 loài dơi, 6 loài chim, 5 loài cá nước ngọt, 6 loài bò sát)...
Về khu hệ động vật có xương sống, một báo cáo cho biết có tổng số 84 loài thú (gồm cả 24 loài dơi), 162 loài chim, 55 loài cá, 28 loài bò sát và 13 loài ếch nhái đã được ghi nhận. Khu hệ côn trùng tại Pù Luông có ít nhất là 158 loài bướm, 96 loài thân mềm trên cạn, trong đó có 12 loài thân mềm có thể là đặc hữu cho khu vực.
Khu bảo tồn này là nơi cư trú của báo gấm, báo lửa, hươu sao, gấu ngựa, sơn dương, voọc quần đùi trắng...

## Di tích, danh lam, thắng cảnh

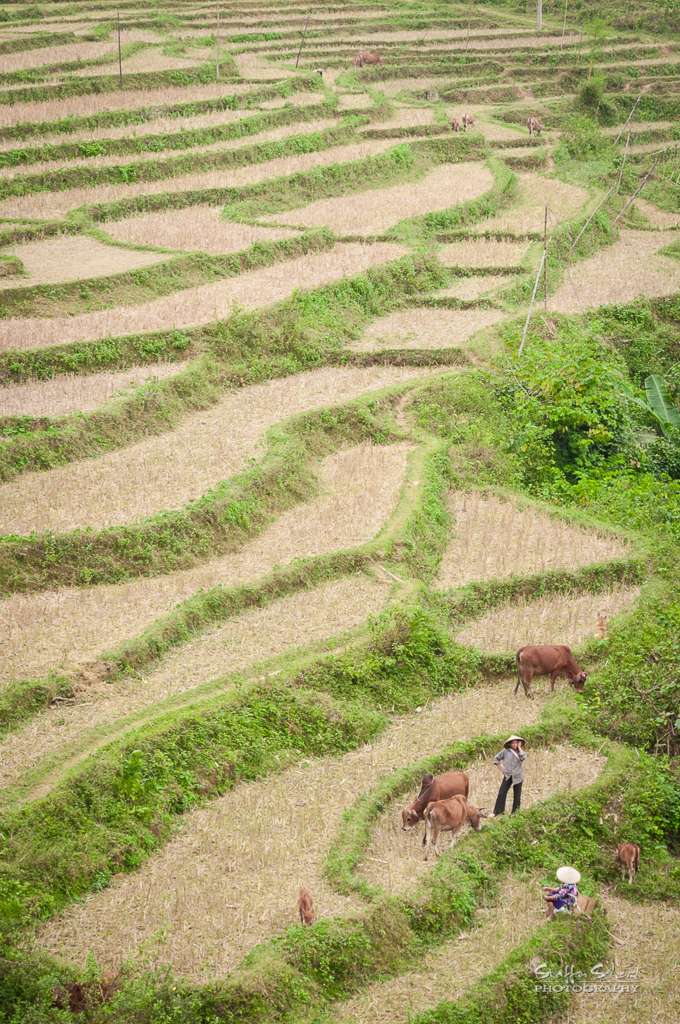
Cày ruộng bậc thang tại Pù Luông

Hệ thống đá Karst của hệ sinh thái núi đá vôi còn lưu giữ nhiều hang động đẹp. 
Hai địa điểm có tiềm năng khai thác thành khu nghỉ mát ở là điểm Son Bá Mười (xã Lũng Cao) và đỉnh Pù Luông cao 1.700 m tại khu vực xã Thành Sơn.
Bên cạnh sự đa dạng về cảnh quan thiên nhiên, nơi đây còn có sự đa dạng về bản sắc văn hoá của cộng đồng người Thái cùng cảnh quan ruộng bậc thang bước thấp trên các sườn dốc thoải đặc trưng.